# ناحیه کروچ، شهرستان همیلتون، ایلینوی
ناحیه کروچ (به انگلیسی: Crouch Township) یک منطقهٔ مسکونی در ایالات متحده آمریکا است که در شهرستان همیلتون، ایلینوی واقع شده‌است. ناحیه کروچ ۱۱۵ متر بالاتر از سطح دریا واقع شده‌است.